# Német Vámunió

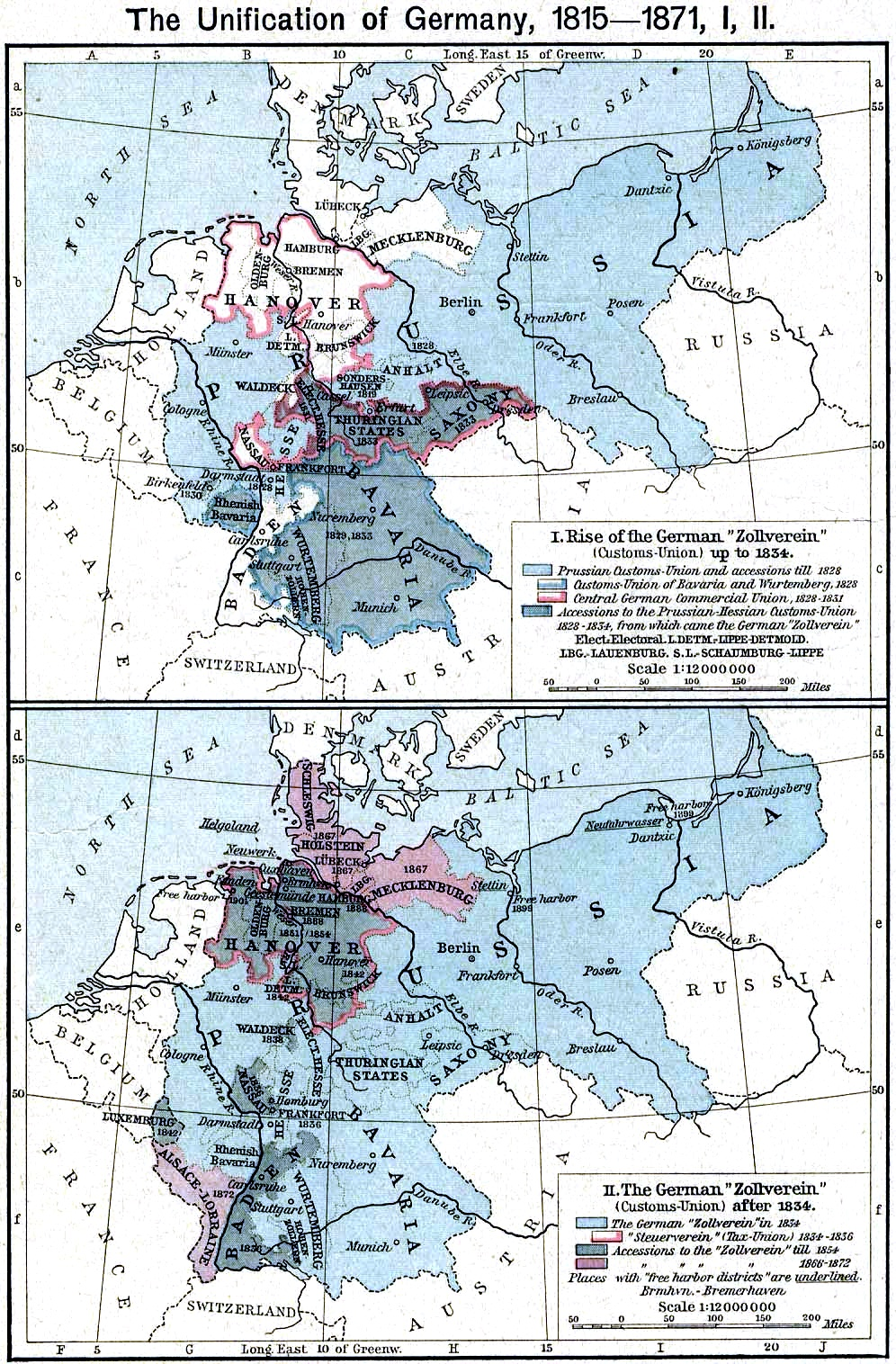
A német Vámunió 1834 előtt és után

A Német Vámunió, (németül) Zollverein 1834–1871 között állt fenn. Az 1815–1866 között fennállott Német Szövetség északi és nyugati fejedelemségeit közös vámterületbe foglaló szervezet neve volt. 1866–1871 között az Északnémet Szövetség államait foglalta magába.

## Története
A Porosz Királyság kezdeményezésére jött létre. Elődje a Porosz Vámunió volt. Bajorország és Württemberg 1828-ig saját külön vámuniót alkotott. Hannover, Türingia, Hessen és Szászország 1828–1831 között ugyancsak saját, közös vámszövetségbe tömörültek.
1828–1834 között a Porosz Vámunióhoz csatlakozott több közép- és dél-német állam (Türingia, Szászország, Bajorország) és Rajna–Pfalz (a „Rajnai Bajorország”). Ez lehetővé tette, hogy 1834 januárjában megalakuljon a Német Vámunió (Zollverein). A külföld felé közös vámtarifa lépett életbe, a szövetség területén belül pedig teljes kereskedelmi és közlekedési szabadság jött létre.
1854-ig további államok csatlakoztak: Hannover, Nassau, Luxemburg, a Badeni Nagyhercegség és a kis Hohenzollern Hercegség.
1866-ban, a porosz-osztrák háborúban elszenvedett osztrák vereség nyomán az Osztrák Császárság befolyása megszűnt, Ausztria német tartományai kiszorultak a Német Szövetségből, létrejött az Ausztria nélküli Észak-német Szövetség. A Zollverein szervezete lényegesen módosult, teljesen porosz dominancia alá került. 1867-ben Poroszország bekényszerítette a vámunióba Schleswiget, Holsteint és Mecklenburgot.
Az 1870–1871-es porosz–francia háború és a Német Birodalom kikiáltása után, az egységes összbirodalmi intézmények kialakulásával a Zollverein (mint önálló államok közös vámszervezete) meg is szűnt. A Birodalom területe kibővült a háborúban kb. 50 évre visszaszerzett Elzásszal és Lotaringiával, e tartományokat 1872-ben vonták be birodalom vámrendszerébe.
Az Osztrák Császárság német tartományai – bár 1866-ig tagjai voltak a Német Szövetségnek – sohasem tartoztak a Zollvereinbe.